# Thalheim an der Thur
Thalheim an der Thur (bis 1878 offiziell Dorlikon) ist eine politische Gemeinde im Bezirk Andelfingen, dem  Weinland des Kantons Zürich in der Schweiz.

## Wappen
Blasonierung:
In Gold ein steigender schwarzer, rotgezungter Löwe und ein silbernes Ort mit schwarzem Tatzenkreuz

## Geographie
Die Ortschaft Thalheim liegt nicht direkt an der Thur, sondern etwas südlich des Flusses. Lediglich der Teilort Gütighausen liegt direkt am Fluss, der die Nordgrenze der Gemeinde bildet.

## Bevölkerung
| Jahr      | 1637 | 1707 | 1799 | 1850 | 1900 | 1950 | 2000 | 2005 | 2010 | 2015 | 2020 | 2022 |
| --------- | ---- | ---- | ---- | ---- | ---- | ---- | ---- | ---- | ---- | ---- | ---- | ---- |
| Einwohner | 269  | 480  | 442  | 561  | 469  | 433  | 594  | 667  | 747  | 832  | 855  | 886  |

## Politik
Gemeindepräsident ist seit 2022 Sandro Stelletti (parteilos, Stand 2023).
Bei der Nationalratswahl 2019 erreichten die Parteien folgende Wähleranteile: SVP 54,69 %, FDP 10,73 %, Grüne 9,26 %, SP 7,80 %, glp 6,35 %, EVP 3,70 %, EDU 2,24 %, BDP 2,08 %, CVP 1,73 % und andere (8) 1,42 %.
Die Wähleranteile bei der Nationalratswahl 2023: SVP 51,43 % (−3,26 %), SP 8,44 % (+0,64 %), Grüne 7,78 % (−1,48 %), FDP 7,28 % (−3,45 %), glp 6,68 % (+0,33 %), Die Mitte 5,71 % (+1,90 %), Aufrecht Zürich 5,60 %, EVP 4,36 % (+0,66 %), EDU 1,63 % (−0,61 %), andere (11) 1,10 %.

## Geschichte
Das Dorf Thalheim an der Thur hiess ursprünglich Dorlikon. Dieser Name wird einem Alemannen namens Torilo zugeschrieben, der die Siedlung im 7. Jahrhundert gegründet haben soll. Nun wurden die Dorliker aber immer wieder ausgelacht, weil der Name allzu stark nach Tor im Sinne von begriffsstutziger Idiot tönte, was mehr als einmal zu Handgreiflichkeiten geführt haben soll (Redensart: Bisch ja vo Toorlike!). Der Regierungsrat des Kantons Zürich bewilligte daher 1878 den Namenswechsel auf Thalheim an der Thur, doch ist der ursprüngliche Name Dorlikon zumindest in der Gegend immer noch bekannt.
Im Jahr 1862 wurde beim Teilort Gütighausen die erste Brücke über die Thur erbaut. Gerade einmal 14 Jahre später wurde sie vom Hochwasser mitgerissen und erst drei Jahre darauf wieder neu erbaut. 1875 wurde die Eisenbahnlinie Winterthur–Etzwilen eröffnet, was der Gemeinde Thalheim den Anschluss an die Welt brachte.

## Weihnachtsmarkt
Jedes Jahr findet seit 1996 ein Weihnachtsmarkt mit vielen Marktständen und Restaurants statt. Der Markt ist mittlerweile eine der grösseren Veranstaltungen in der Gemeinde.

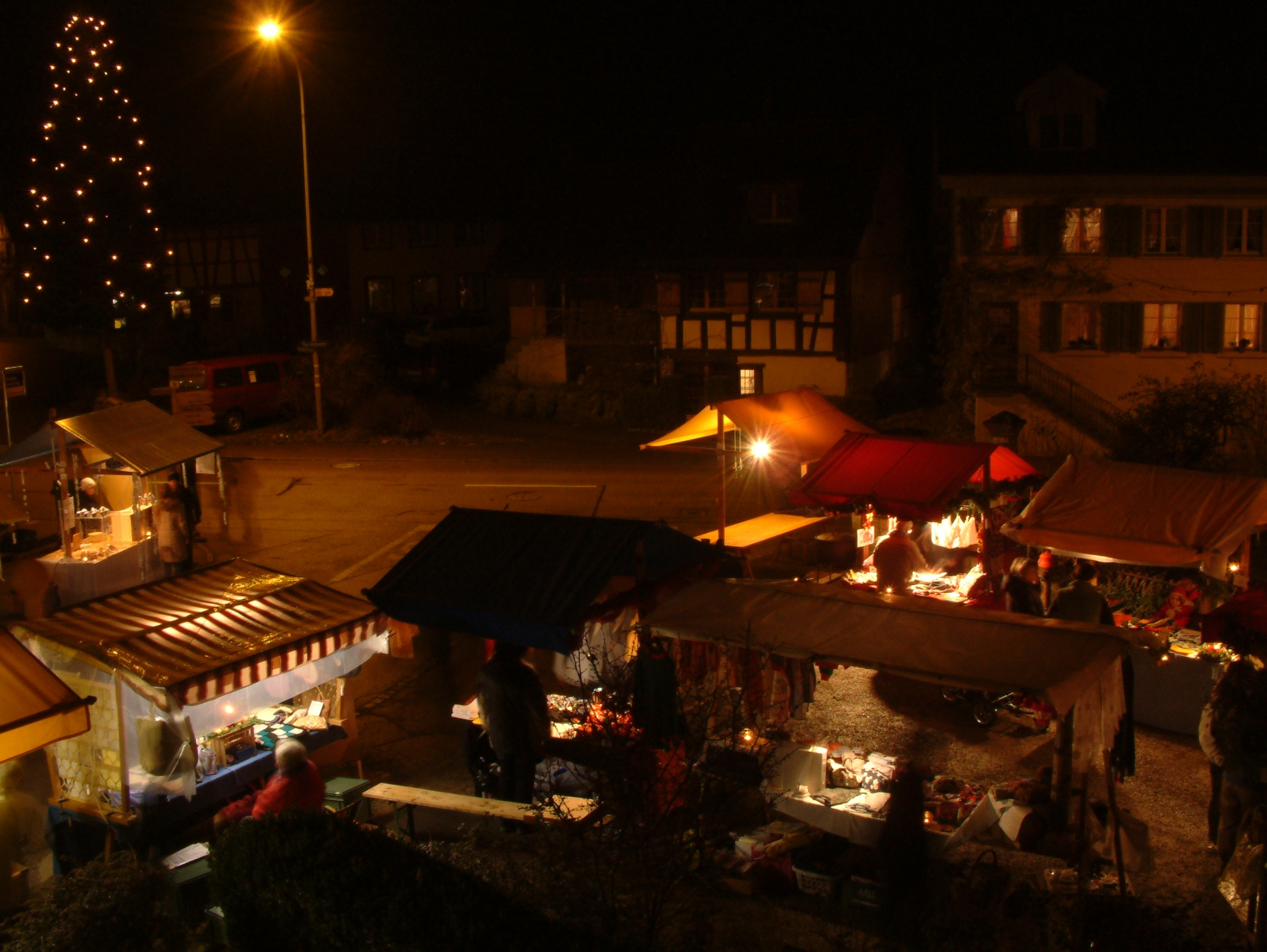
Weihnachtsmarkt 2007
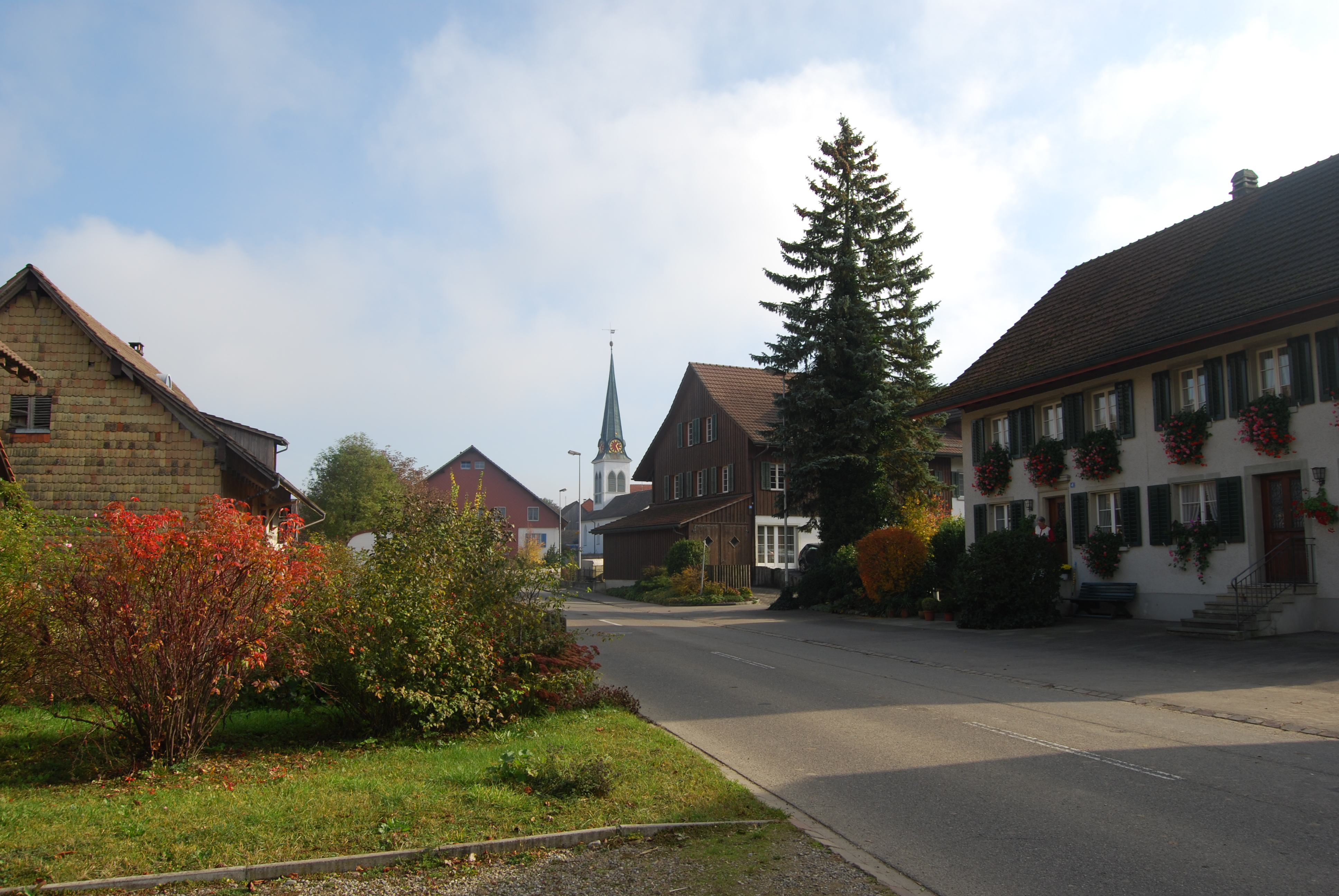
Dorfzentrum
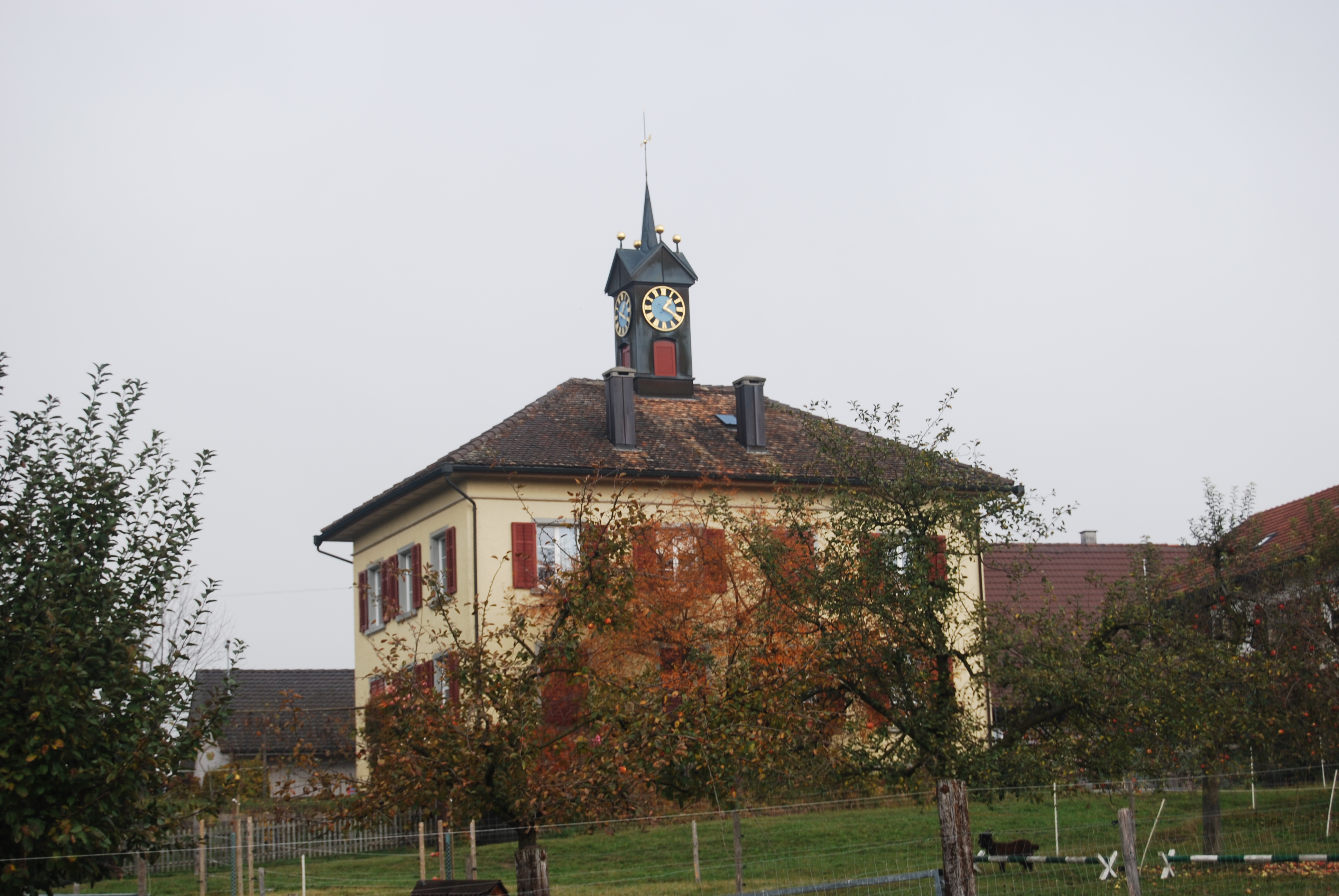
Schulhaus Gütighausen
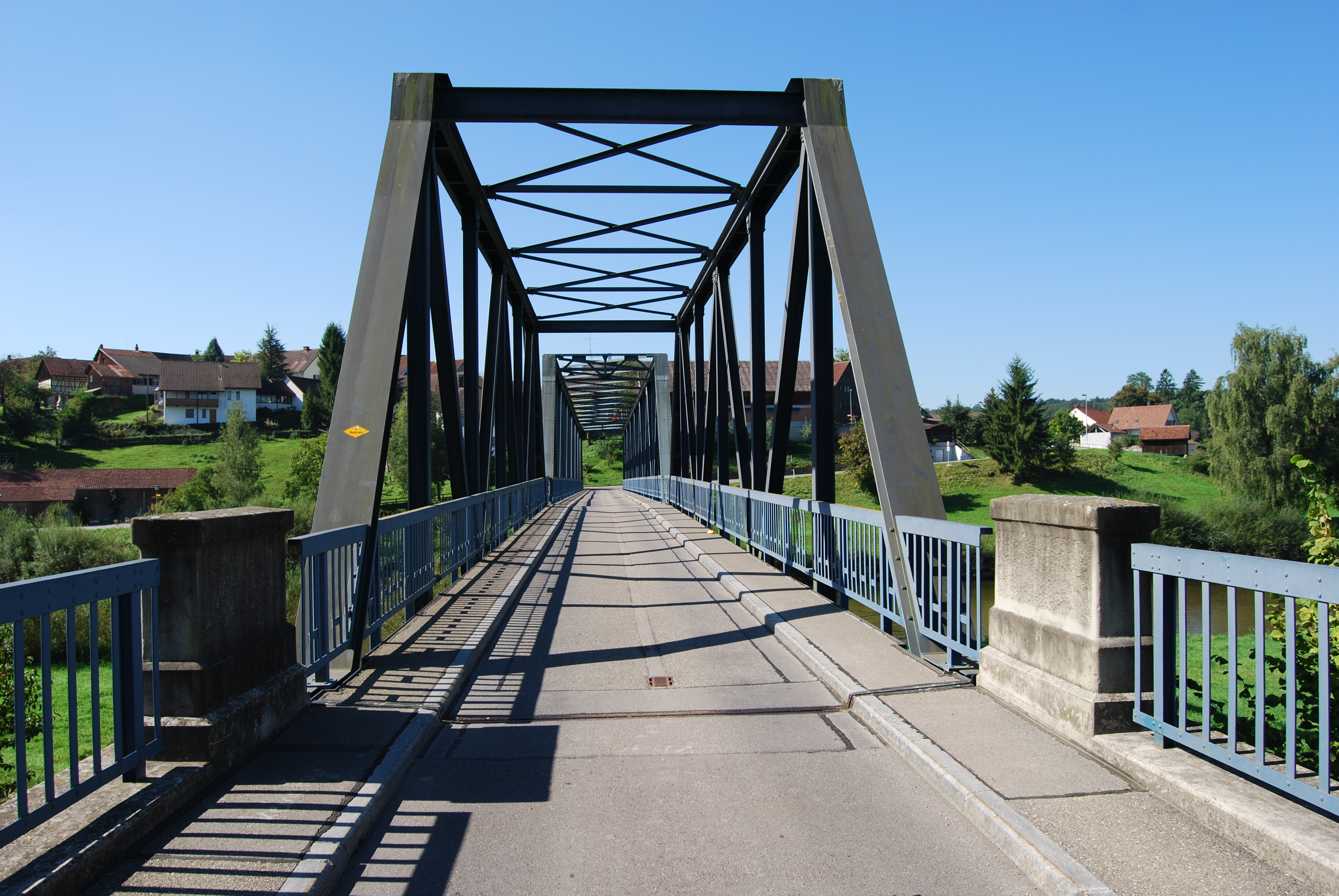
Thurbrücke bei Gütighausen
Luftbild von Werner Friedli (1958)

## Partnerschaftliche Beziehungen

«T(h)alheim» und «Da(h)lheim» in Mitteleuropa. Nicht alle aufgeführten Ortschaften nehmen an den regelmässigen T(h)alheimer Treffen teil.

Thalheim unterhält über das T(h)alheimer Treffen partnerschaftliche Beziehungen zu diversen anderen Orten dieses Namens.